# Гребля Самарра
Гребля Самарра (араб. سد سامَرّاء) і Гребля Тар-Тар (араб. سد الثَرثار) — багатоцільові греблі на річці Тигр на захід від міста Самарра і на північ від Багдаду, Ірак. Збудовані для спрямування паводкових вод з річища Тигр у озеро Тартар, що знаходиться в западині Тар-Тар, а також для іригації і вироблення 84 МВт гідроелектроенергії.
Будівництво греблі було завершено у 1956 році німецькою компанією Zeblin. Проекти були розроблені британською фірмою  Voganlei and Coode. ГЕС було введено в експлуатацію в 1972 році. Гребля Самарра має 17 водоскидних шлюзів здатних скидати до 7000 м³/с води в Тигр у той час як гребля Тар-Тар має 36 водоскидних шлюзів може відвернути до 9000 м³/с  у канал. Проектний об'єм водосховища — 150,000,000 м³, але більша частина водосховища вже замулено..
Планувалось паводкові води спрямувати на зрошення, проте велике випаровування озера Тартар призвело до засолення озера, що обумовлює непридатність озерної води для зрошення.

## Дивись також
- Гребля Рамаді
- Каскад ГЕС на річці Тигр
- Озеро Тартар